# Rio Fetiţa (Sebeş)
O Rio Fetiţa (Sebeş) é um rio da Romênia, afluente do Sebeş, localizado no distrito de Alba.